# Язык запросов

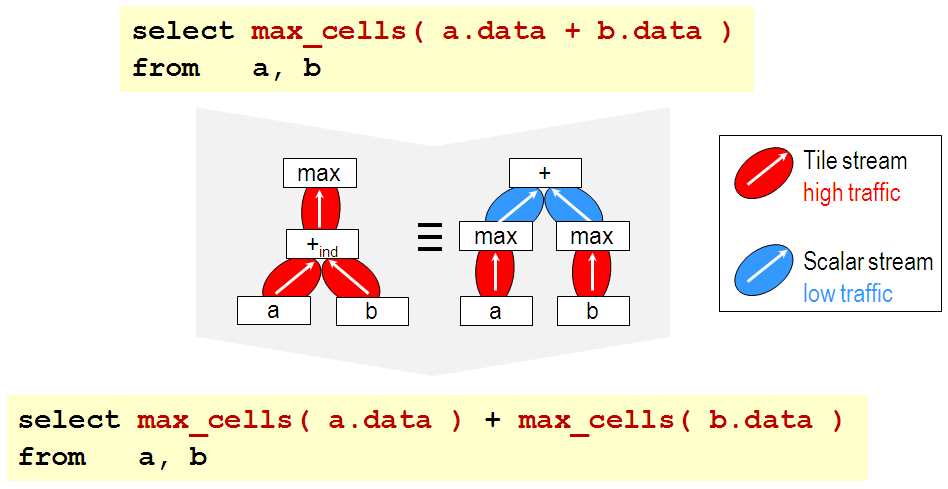
Преобразование запроса в более эффективную, но эквивалентную версию при оптимизации запроса массива

Язы́к запро́сов — искусственный язык, на котором делаются запросы к базам данных и информационно-поисковым системам.
Разработано множество языков запросов. Для запросов к реляционным базам данных фактическим стандартом стал язык SQL, получающий распространение как язык запросов и к другим категориям баз данных. Существует ряд SQL-подобных языков (MDX, AQL, CQL, N1QL, LINQ), в той или иной степени переиспользующий синтаксис SQL для доступа к нереляционным источникам.
Для работы с данными формате XML используются языки XQuery и XPath. Для запросов RDF-графу применяется язык SPARQL; в некоторых графовых СУБД — язык Gremlin.
Особую роль играют языки запросов для публичных поисковых систем, поскольку предназначены для широкого круга пользователей, при этом обладают рядом возможностей, характерных для языков запросов к базам данных (предназначенным для профессиональных пользователей). Как правило, такие языки являются некоторым подобием языка регулярных выражений с дополнениями, включающими логические операторы, префиксы обязательности, возможность учёта расстояния между словами, морфологии языка, регистра слов, расширенных операторов, возможностей расширенного поиска, уточнения поиска.